# 格林縣 (密西西比州)
格林縣（英語：Greene County）是美國密西西比州東南部的一個縣，東鄰亞拉巴馬州。面積1,861平方公里。根據美國2000年人口普查，共有人口13,299。縣治利克斯維 (Leakesville)。
成立於1811年12月9日。縣名紀念美國獨立戰爭將領納薩尼爾·葛林 (Nathanael Greene)。